# Sarona myoporicola
Sarona myoporicola är en insektsart som beskrevs av Asquith 1994. Sarona myoporicola ingår i släktet Sarona och familjen ängsskinnbaggar. Inga underarter finns listade i Catalogue of Life.